# جمهورية بابوا الغربية
جمهورية بابوا الغربية هي دولة مقترحة، سابقة، وغير معترف بها تتكون من منطقة غرب غينيا الجديدة. تطالب إندونيسيا بهذه المنطقة وتحتلها إندونيسيا منذ 1 مايو 1963 تحت أسماء متعددة بالترتيب التالي غرب غينيا الجديدة وبابوا. تضم المنطقة اليوم مقاطعتين إندونيسيتين: بابوا وبابوا الغربية.
تم دعم الاقتراح من قبل فانواتو وجزر سليمان مع تمرير برلمان فانواتو لمشروع قانون Wantok Blong Yumi (أصدقاؤنا المقربون) في عام 2010 معلنًا رسميًا أن سياسة فانواتو الخارجية هي دعم تحقيق استقلال بابوا الغربية. اقترح برلمان فانواتو أن يطلب من بابوا الغربية منح صفة مراقب في مجموعة رأس الحربة الميلانيزية ومنتدى جزر المحيط الهادئ.
تعد جمهورية بابوا الغربية دولة عضو في منظمة الأمم والشعوب غير الممثلة (UNPO) منذ عام 2014.